# Савчук Олексій Іванович
Оле́ксій Іва́нович Савчу́к (Оле́кса Савчу́к; * 30 березня 1912, с. Федюківка, нині Лисянського району Черкаської області) — український журналіст і прозаїк.

## Біографія
Народився в селянській сім'ї.  1935 року закінчив авіаційний технікум. Учасник Великої Вітчизняної війни. 1953 року закінчив Вищу партійну школу при ЦК КПУ.
Працював у пресі — в редакціях газет «На зміну», «Комсомолець України», «Правда Украины», в журналі «Советская Украина».

## Творчість
Автор збірок нарисів і оповідень «Людина перемагає» (1947), «Перші зерна» (1948), «Щедрість» (1960), критико-біографічна книги «Олександр Бойченко» (1957), повісті «Зелене сонце» (1962) і «Григорій Іванович» (1967).